# William McGregor

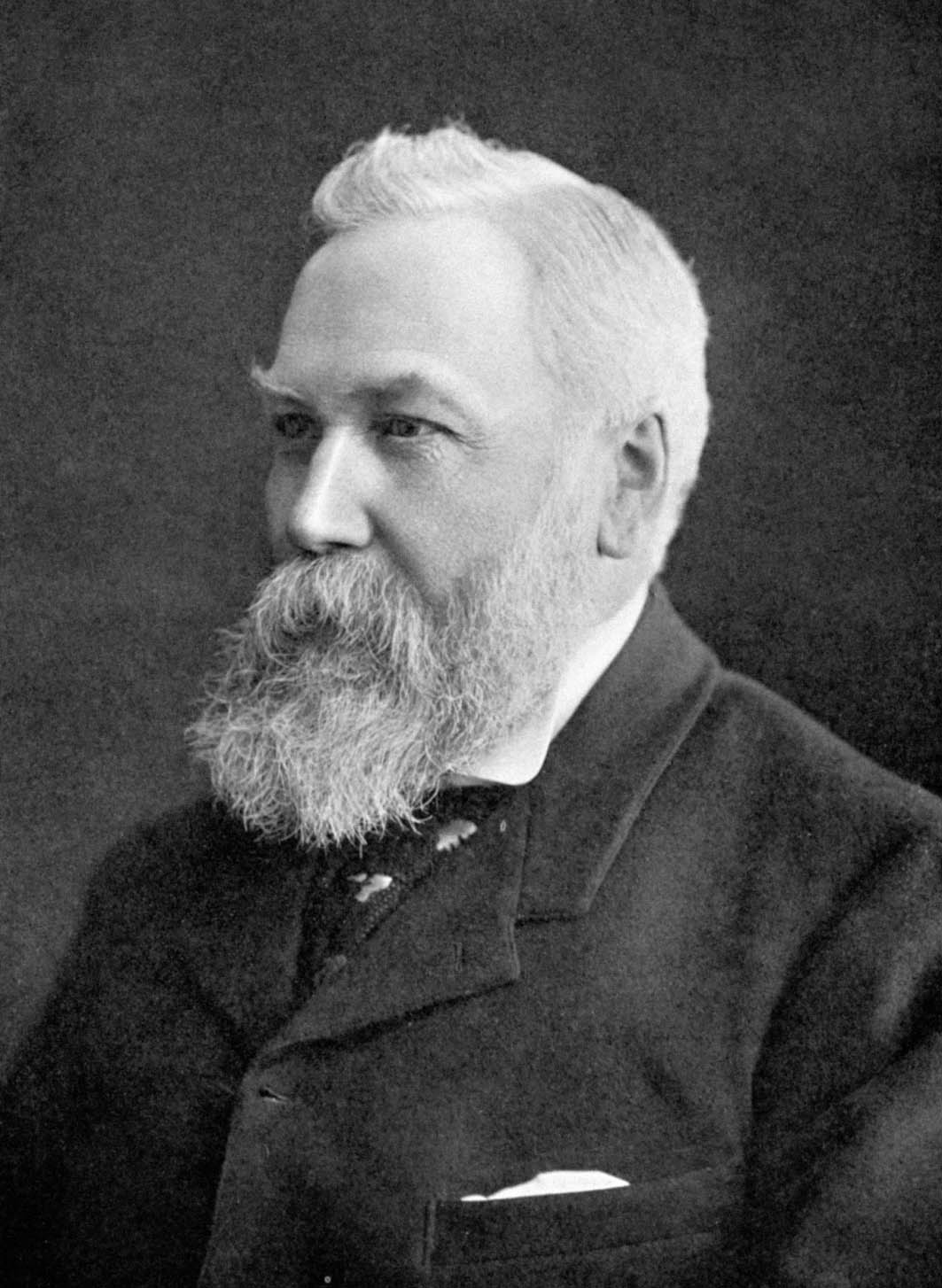
William McGregor

William McGregor (* 13. April 1846 in Braco, Perthshire; † 20. Dezember 1911 in Birmingham) war ein schottischer Fußballfunktionär im Viktorianischen Zeitalter. Er gilt als Erfinder der englischen „Football League“, die im Jahr 1888 als weltweit erste nationale Fußballliga ins Leben gerufen wurde. Nach seinem Umzug aus dem zentralschottischen Perthshire in das englische Birmingham kam der Tuchhändler in Kontakt mit dem Fußballverein Aston Villa. Er diente diesem Verein in verschiedenen Funktionen als Präsident, Direktor und Vorsitzender über einen Zeitraum von 20 Jahren und half dabei, dass er sich zu einem der führenden englischen Fußballvereine entwickelte. Aus Frust über die chaotischen Terminpläne der Spieltage organisierte er ein Treffen mit den Funktionären der führenden englischen Fußballvereine, das letztlich zur Gründung der Football League führte. Er selbst diente dem Ligaverband unter anderem als Präsident und war zudem noch Vorsitzender des englischen Fußballverbands „Football Association“ (FA).

## Beruflicher Werdegang
Der in der schottischen Grafschaft Perthshire geborene McGregor kam erstmals mit dem Fußball in Verbindung, als er 1865 in Ardoch dem Spiel einer einheimischen Auswahl gegen auswärtige Kunsthandwerker beiwohnte. Seine Ausbildung im Tuchhandel absolvierte zunächst im schottischen Perth, bevor er 1870 – wie bereits sein Bruder zuvor – nach Birmingham übersiedelte, um dort ein eigenes Geschäft zu eröffnen. Obwohl er seit fünf Jahren keine weitere Fußballpartie mehr angesehen hatte, engagierte er sich kurz nach seiner Ankunft in den Midlands beim einheimischen Verein FC Calthorpe, der von seinem schottischen Landsmann Campbell Orr gegründet worden war. Er entwickelte für sein neues Betätigungsfeld eine derartige Leidenschaft, dass er an jedem Samstag sein Geschäft stets früher schloss, um den Spielen beiwohnen zu können. Später verkaufte er passende Kleidung für den Fußballspieler und sein Laden wurde immer mehr zu einem beliebten Treffpunkt für Fußballbegeisterte.

## Aston Villa
Im Jahr 1877 lud das erst drei Jahre zuvor gegründete Aston Villa McGregor dazu ein, Mitglied des Vereinskomitees zu werden. Die Tatsache, dass der Klub unter einem weitreichenden schottischen Einfluss stand, machte die Entscheidung für den Geschäftsmann einfach, zumal die damals im Aston Park ausgetragenen Spiele unweit von seinem Geschäft lagen. Häufig half McGregor auch als „Umpire“ aus, wie die mehr beratende Funktion für Spieler und Schiedsrichter früher genannt wurde. Im weiteren Verlauf wurde er zu einem wichtigen Strippenzieher bei Aston Villa und übernahm die Funktion des „Vereinsverwalters“. Als die „Villans“ 1880 mit dem Birmingham Senior Cup den ersten Titel der Klubgeschichte gewannen übernahm McGregor das Präsidentenamt.
McGregor wechselte im Jahr danach auf einen Direktorenposten, den er bis 1895 beibehielt. Die Stellung im englischen Fußball hatte sich dabei für Aston Villa kontinuierlich verbessert und die Mannschaft gewann nach einem Finalsieg gegen den Lokalrivalen West Bromwich Albion im Jahr 1887 als erster Verein aus den Midlands den FA Cup. Nachdem McGregor dann bereits seit 1895 in stellvertretender Position Vorsitzender gewesen war, übernahm er zwei Jahre später vollständig die Führung im Verein. Der ehrgeizige Schotte war damit in organisatorischer Hinsicht über Jahre hinweg eine der zentralen Schaltstellen im Verein.

## Gründer der Football League
Zur Mitte der 1880er Jahre entwickelte der englische Fußball endgültig professionelle Strukturen, wodurch sich neue Probleme für die Vereine ergaben. Lukrative Freundschaftsspiele fielen häufig dem FA Cup und einer Reihe von regionalen Pokalwettbewerben zum Opfer, die in der Regel finanziell wenig lohnend waren. Auch waren kurzfristige Spielabsagen keine Seltenheit, wenn der Gegner die Möglichkeit besaß, die Einnahmen mit einer anderen Partie zu steigern. Die wöchentlichen Gagen für die eigenen Spieler konnten so nur unter großen Mühen – oder häufig auch gar nicht mehr – gezahlt werden. Als Aston Villa im Frühjahr 1888 bereits am fünften Samstag in Folge unter einer Spielabsage zu leiden hatte und sich zunehmender Unmut in der Anhängerschaft breit machte, entschloss sich McGregor zu handeln. Am 2. März 1888 verfasste er ein Schreiben an die führenden englischen Vereine und schlug die Einrichtung eines landesweiten Ligawettbewerbs vor, der den Klubs in jeder Saison eine Reihe von Spielen garantieren sollte:
„Jedes Jahr wird es für Fußballvereine aller Spielstärken schwerer und schwerer, Freundschaftsspiele zu absolvieren oder diese sogar nur zu vereinbaren. Die Folge ist, dass die Klubs aufgrund von Kollisionen mit den Pokalwettbewerben in letzter Minute häufig zu Duellen mit Gegnern gezwungen werden, die das Publikum nicht anziehen.

Ich erbitte daher die folgende Überlegung zu erwägen, um dieser Schwierigkeit Herr zu werden: dass sich zehn oder zwölf der prominentesten Vereine in England zusammenfinden, um in jeder Saison Heim- und Auswärtsspiele gegeneinander auszutragen; die angesprochenen Spiele sollten anlässlich einer kollegialen Sitzung vereinbart werden, die zeitgleich zur internationalen Konferenz stattfinden könnte.

Die Vereinigung könnte „Association Football Union“ heißen und mit jeweils einem Repräsentanten aus jedem Verein betrieben werden. Natürlich soll damit der nationale Verband nicht gestört werden; die angedachten Partien könnten sogar unter Pokalregeln ausgetragen werden. Dies ist jedoch nur ein Detail.

Das Ziel meines Schreibens hier ist vielmehr, Ihre Aufmerksamkeit auf den Sachverhalt zu lenken und ein freundliches Treffen anzuregen, um die Angelegenheit vollständig zu diskutieren. Ich behandle die Angelegenheit bevorzugt, wenn Sie die Sache freundlicherweise in Betracht ziehen, und berücksichtige in diesem Zusammenhang jeden Vorschlag, den Sie für notwendig erachten.
Ich schreibe im Einzelnen nur an die Blackburn Rovers, Bolton Wanderers, Preston North End, West Bromwich Albion, und Aston Villa und nehme Vorschläge gerne entgegen, welche andere Vereine Ihnen noch vorschweben.

Hochachtungsvoll, Ihr William McGregor (Aston Villa F.C.)

P.S. Würde Freitag, der 23. März 1888 im Londoner Anderton's Hotel für eine freundliche Unterredung passen?“
McGregor wählte den 23. März als Konferenztermin, da am nächsten Tag das FA-Cup-Finale ausgetragen werden sollte und daher alle Offiziellen der wichtigen Vereine in London waren. Schnell wurde klar, dass die Klubs aus dem Süden Englands nicht an McGregors Vorschlag interessiert waren und so musste für den 17. April ein zweites Treffen in Manchester anberaumt werden, bei dem vor der endgültigen Entscheidung noch einige Detailfragen geklärt wurden. McGregors Namensvorschlag fiel auf breite Ablehnung, da „The Association Football Union“ zu sehr an den konkurrierenden Verband  Rugby Football Union erinnerte. Die Entscheidung fiel zugunsten von „The Football League“, obwohl diese Bezeichnung bei McGregor aufgrund von Assoziationen zur unpopulären Irish Land League auf keine Zustimmung gestoßen war. Im September 1888 nahmen zwölf Vereine den Spielbetrieb im Ligafußball auf und darunter befand sich mit Aston Villa auch McGregors Klub.
In dem neuen Verband saß McGregor zwischen 1888 und 1892 zunächst im Verwaltungskomitee. Danach übernahm er für zwei Jahre das Präsidentenamt, bevor er 1895 zum ersten „Mitglied auf Lebenszeit“ ernannt wurde Parallel zu seinen Verpflichtungen für die Football League war er zwischen 1888 und 1894 Vorsitzender der Football Association. Im Fußballsport wurde er somit zu einer der ersten Berühmtheiten außerhalb des Platzes, wobei er sich auch mit seinen sportjournalistischen Aktivitäten in der Presse einen Namen machte.

## Tod und Vermächtnis
Trotz seiner weitreichenden Aktivitäten für den Fußball führte McGregor stets sein Tuchgeschäft weiter. Er erkrankte im Mai 1910 schwer und musste fortan in einem Pflegeheim betreut werden, in dem er am 20. Dezember 1911 starb. McGregor war gläubiger Methodist,; begraben wurde er jedoch auf dem Gelände einer Marienkirche der Church of England in Handsworth – an der Seite seiner Frau Jessie, die bereits 1908 verstorben war. McGregor, der einen Sohn und eine Tochter hinterließ, blieb der Fußballwelt dauerhaft als „Vater der Football League“ in Erinnerung und erhielt einen prominenten Platz in den Geschichtsbüchern sowohl des englischen Fußballs allgemein als auch bei „seinem“ Verein Aston Villa im Speziellen.
Kurz vor seinem Tod ehrte die FA McGregor für seine langjährigen Verdienst für den Fußball mit einer Medaille. Zu seinen vielen posthumen Ehrungen zählen ein ihm gewidmeter Brunnen am Villa Park, wo sein ehemaliger Verein heute seine Heimspiele austrägt. In jüngerer Vergangenheit wurde sein Schaffen durch die Aufnahme in die neu eröffnete Ruhmeshalle von Aston Villa gewürdigt (als eine von nur zwölf bedeutenden Persönlichkeiten des Klubs). Ein VIP-Raum im Villa Park ist nach ihm benannt. Seit 2009 steht eine Bronze-Statue von William McGregor im Villa Park.